# Adamson Peak
Der Adamson Peak ist ein kleiner Berg an der Budd-Küste des ostantarktischen Wilkeslands. Er ragt auf der Mitchell-Halbinsel südlich der australischen Casey-Station auf.
Namensgeberin ist die australische Biologin Heather Adamson (1934–2010), die in drei Kampagnen der Australian National Antarctic Research Expeditions zwischen 1986 und 1989 in diesem Gebiet Studien zur Verbreitung von Moosen und Flechten durchführte.